# Peperomia popayanensis
Peperomia popayanensis är en pepparväxtart som beskrevs av Trel. & Yunck.. Peperomia popayanensis ingår i släktet peperomior, och familjen pepparväxter. Inga underarter finns listade i Catalogue of Life.